# عنقودية توابلية
عنقودية توابلية (الاسم العلمي:Staphylococcus condimenti) هي نوع من البكتيريا تتبع جنس العنقودية من فصيلة المكورات العنقودية.